# 彼得勒蒂夫

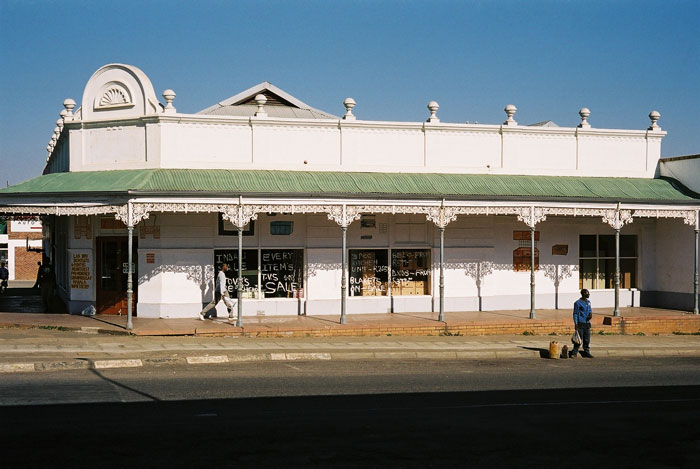

彼得勒蒂夫是南非的城鎮，位於該國東北部，由普馬蘭加省負責管轄，始建於1883年，面積55.41平方公里，2001年人口13,052，人口密度每平方公里240人。

## 外部連結
- Town's website